# Murgab (Bartang)
Der Murgab (russisch Мургаб; im Oberlauf Оксу Oksu bzw. Aksu genannt) ist der 395 km lange linke Quellfluss des Bartang in Afghanistan und Tadschikistan (Zentralasien).

## Verlauf
Der Fluss entsteht als Aksu bzw. Oksu unweit der Nahtstelle der Gebirge Hindukusch und Pamir im äußerten Nordosten des zu Afghanistan gehörenden Badachschan. Im dortigen nach dem Fluss Wachandarja benannten Wachanzipfel entfließt der Aksu einem mehrere Kilometer langen und von Gletschern gespeisten See in rund 4015 m Höhe; der Wachandarja entspringt im selben Hochgebirgstal, fließt aber in entgegengesetzte Richtung. Der Aksu fließt nach Nordosten, wobei sein Wasser nach nur wenigen Kilometern Fließstrecke die Grenze nach Tadschikistan und damit zur Region Berg-Badachschan übertritt. Fortan im Pamir nordwärts fließend, erreicht der Fluss die Hochgebirgsdörfer Schaimak und Tochtomusch, wonach er sich allmählich westwärts wendet.
Ab der Stadt Murgab, die bei 3612 m Höhe über dem Meeresspiegel liegt, wird das Fließgewässer Murgab genannt. Von dort verläuft es durch den Pamir westwärts und fließt wenig später durch den Saressee, der seit dem 18. Februar 1911 durch einen gewaltigen von einem Erdbeben ausgelösten Erdrutsch entstand. Der natürliche Damm trägt den Namen Usoi-Damm. Nur etwas unterhalb dieses Naturstausees bzw. westlich von Barchidev vereinigt sich das Wasser des Murgab mit dem Kudara auf rund 2595 m Höhe zum Bartang.